# Kölbröst
Kölbröst eller kycklingbröst är en vanligtvis genetiskt medfödd missbildning av främre delen av bröstkorgen. Bröstbenet bildar en upphöjning över sternum i form av en ås. Pectus carinatum kallas förutom kölbröst även för duvbröst, fågelbröst eller kycklingbröst.
Cirka 0,06 procent av befolkningen beräknas lida av åkomman. Av dessa är cirka 75 procent pojkar.
I Sverige behandlas kölbröst oftast kirurgiskt, en variant mellan ravitch- och nussmetoden. Kvinnor kan dölja knölen med större bröst, dvs silikon erbjuds som alternativ. Men det finns även möjligheten att behandla kölbröst med en spännplatta, ortos. Detta sker bäst i tidiga tonåren, vid svår kölbröst bör behandlingen börja tidigare. 
Förutom att patienten ofta lider av sitt kölbröst av psykiska skäl (strand, badhus, gymnastiken i skolan, intima kontakter osv.), kan smärtor uppstå. 
Det är inte ovanligt med en kombination av kölbröst och trattbröst, upptill sticker bröstbenet ut, nertill bildas en grop.